# John i Lorena Bobbitt
Lorena Leonor Bobbitt (Bucay (Equador), 1970) i John Wayne Bobbitt (Buffalo (Nova York) 23 de març del 1967) es van casar el 18 de juny de 1989 i van saltar a la fama per un incident en què la dona va tallar el penis al marit amb un ganivet de cuina el 1993. Fou condemnat per un problema d'actitud relacionat amb la seva addicció a l'alcohol.

## Incident
La nit del 23 de juny del 1993 John Bobbit va arribar a l'apartament on vivia la parella a Manassas (estat de Virgínia), begut després d'una nit sencera de festa, i d'acord amb el testimoni de la seua dona, Lorena Bobbit, la va violar. Després de l'incident, Lorena va anar a la cuina a beure un got d'aigua. Una vegada allí es va recordar d'un article que havia llegit en un informe de la revista de l'Associació Nacional d'Estudis de la Dona (National Women's Studies Association Journal). Va agafar un ganivet de cuina, va tornar a l'habitació, on John estava ja adormit i li va tallar el penis, aproximadament per la meitat.
Un cop consumada l'amputació, Lorena va abandonar l'apartament emportant-se el penis. Després de conduir un temps, va el va llançar per la finestra a un camp. Adonant-se de la gravetat de l'incident, Lorena va aturar-se i va trucar al 911. Després d'una cerca exhaustiva, la policia va trobar el penis al camp, el va empaquetar amb gel i el va portar a l'hospital on John estava ingressat.
El penis va ser reimplantat pels doctors James T. Sehn i David E. Berman durant una operació de nou hores i mitja. Després d'un any llarg de recuperació, John va recuperar completament les seues funcions sexuals.
El cas Bobbit va ser un dels primers escàndols que portà a legislar contra les violacions maritals als Estats Units. A més va cridar l'atenció sobre la violència domèstica. Dies després de l'incident, diversos grups feministes justificaven l'actuació de Lorena pels abusos continuats del seu home.
L'atenció que els mitjans de comunicació van donar al cas va obrir un debat sobre la violència domèstica, i va originar també una gran quantitat d'acudits, eslògans publicitaris, llegendes urbanes i escenes còmiques a la televisió nord-americana. El nom de Lorena Bobbit es va transformar en sinònim de "Talla penis".
Jordan Peele, el director de Déjame salir (2017), ha dirigit una sèrie documental que es pot veure a Amazon Prime Video i que intenta aclarir qualsevol dubte sobre els motius que van desencadenar els fets d'aquella nit de 1993.